# Pachanali
Pachanali (nep. पचनाली) – gaun wikas samiti w zachodniej części Nepalu w strefie Seti w dystrykcie Doti. Według nepalskiego spisu powszechnego z 2001 roku liczył on 578 gospodarstw domowych i 3211 mieszkańców (1718 kobiet i 1493 mężczyzn).